# Ditto (häst)
Ditto, född 1800, död 1821, var ett engelskt fullblod, mest känd för att ha segrat i Epsom Derby (1803).

## Bakgrund
Ditto var en brun hingst efter Sir Peter Teazle och under Arethusa (efter Dungannon). Han föddes upp av Sir Hedworth Williamson och ägdes av Sir Hedworth Williamson och Mr. Wilson. Han tränades av John Lonsdale.
Ditto tog under sin tävlingskarriär 4 segrar och 1 andraplats på 6 starter. Han tog karriärens största segrar i Epsom Derby (1803), Claret Stakes (1804) och Craven Stakes (1805).
Dittos namn förekommer i minst tre former. Då han segrade i Epsom Derby skrevs hans namn som Ditto Ditto. När han tävlade 1804 och 1805 hade hans namn reducerats till helt enkelt Ditto. I stamtavlor listades han vanligtvis som Williamsons Ditto. Den tredje av dessa former användes för att undvika förvirring. Förutom det faktum att det fanns andra hästar med liknande namn, användes frasen "Ditto" mycket ofta i Allmänna stamboken för att betyda "uppfödd av samma hingst som föregående häst".

## Karriär
Under en tävlingskarriär som varade från maj 1803 till april 1807 startades han sparsamt. Han startade endast sex gånger på fem säsonger och vann fyra löp. Sommaren 1803 visade han sig vara en av de bästa brittiska hingstarna i sin generation, genom att vinna Epsom Derby, i hans enda start för säsongen. 1808 avslutade Ditto sin tävlingskarriär för att istället vara verksam som avelshingst.

### Som avelshingst
Mellan 1810 och 1814 stod Ditto uppstallad som avelshingst på Snitterfield, nära Stratford-upon-Avon i Warwickshire mot en avgift på 10 guineas för fullblod och 5 guineas för halvblodsston. År 1815 hade han flyttats till Bildeston, nära Bury St. Edmunds, där hans avgift hade höjts till 12 guineas.
Dittos mest framgångsrika avkomma var Luzborough, som vann tjugofem löp och exporterades till USA där han blev en mycket framgångsrik avelshingst.

## Stamtavla
| Efter Sir Peter Teazle (GB) 1784 | Highflyer 1774    | Herod*         | Tartar                  |
| Efter Sir Peter Teazle (GB) 1784 | Highflyer 1774    | Herod*         | Cypron                  |
| Efter Sir Peter Teazle (GB) 1784 | Highflyer 1774    | Rachel         | Blank                   |
| Efter Sir Peter Teazle (GB) 1784 | Highflyer 1774    | Rachel         | Regulus mare            |
| Efter Sir Peter Teazle (GB) 1784 | Papillon 1769     | Snap*          | Snip                    |
| Efter Sir Peter Teazle (GB) 1784 | Papillon 1769     | Snap*          | sister to Slipby        |
| Efter Sir Peter Teazle (GB) 1784 | Papillon 1769     | Miss Cleveland | Regulus*                |
| Efter Sir Peter Teazle (GB) 1784 | Papillon 1769     | Miss Cleveland | Midge                   |
| Undan Arethusa (GB) 1792         | Dungannon 1780    | Eclipse        | Marske                  |
| Undan Arethusa (GB) 1792         | Dungannon 1780    | Eclipse        | Spilletta               |
| Undan Arethusa (GB) 1792         | Dungannon 1780    | Aspasia        | Herod*                  |
| Undan Arethusa (GB) 1792         | Dungannon 1780    | Aspasia        | Doris                   |
| Undan Arethusa (GB) 1792         | Prophet mare 1777 | Prophet        | Regulus*                |
| Undan Arethusa (GB) 1792         | Prophet mare 1777 | Prophet        | Jenny Spinner           |
| Undan Arethusa (GB) 1792         | Prophet mare 1777 | Virago         | Snap*                   |
| Undan Arethusa (GB) 1792         | Prophet mare 1777 | Virago         | Regulus mare (Family:7) |